# Ectopimorpha scibilis
Ectopimorpha scibilis är en stekelart som först beskrevs av Cresson 1877.  Ectopimorpha scibilis ingår i släktet Ectopimorpha och familjen brokparasitsteklar. Inga underarter finns listade i Catalogue of Life.